# بوريونغ (مدينة)
بوريونغ (بالكورية: 보령시 | بوريونغ شي) هي مدينة تقع في مقاطعة تشنغتشونغ الجنوبية في كوريا الجنوبية. تقع المدينة على ساحل البحر الأصفر، وترتبط مع مدينة سول عن طريق خط سكة حديد جانغهانغ عبر خط غيونغبو. ترتبط المدينة أيضاً بطريق سوهاين السيار. تعرف المدينة في كوريا بشواطئها وخصوصاً شاطئ دايتشون، وأيضاً باحتفال الطين السنوي الذي يقام في يوليو، ويعرف باسم مهرجان بوريونغ للطين. يوصف طين الشاطئ بخصائصه التجميلية. وعلى طول الساحل توجد العديد من الجزر الصغيرة والتي ترتبط مع ميناء دايتشون عن طريق العبارات.

## المناخ
| البيانات المناخية لـبوريونغ (1981–2010)     | البيانات المناخية لـبوريونغ (1981–2010) | البيانات المناخية لـبوريونغ (1981–2010) | البيانات المناخية لـبوريونغ (1981–2010) | البيانات المناخية لـبوريونغ (1981–2010) | البيانات المناخية لـبوريونغ (1981–2010) | البيانات المناخية لـبوريونغ (1981–2010) | البيانات المناخية لـبوريونغ (1981–2010) | البيانات المناخية لـبوريونغ (1981–2010) | البيانات المناخية لـبوريونغ (1981–2010) | البيانات المناخية لـبوريونغ (1981–2010) | البيانات المناخية لـبوريونغ (1981–2010) | البيانات المناخية لـبوريونغ (1981–2010) | البيانات المناخية لـبوريونغ (1981–2010) |
| الشهر                                       | يناير                                   | فبراير                                  | مارس                                    | أبريل                                   | مايو                                    | يونيو                                   | يوليو                                   | أغسطس                                   | سبتمبر                                  | أكتوبر                                  | نوفمبر                                  | ديسمبر                                  | المعدل السنوي                           |
| ------------------------------------------- | --------------------------------------- | --------------------------------------- | --------------------------------------- | --------------------------------------- | --------------------------------------- | --------------------------------------- | --------------------------------------- | --------------------------------------- | --------------------------------------- | --------------------------------------- | --------------------------------------- | --------------------------------------- | --------------------------------------- |
| متوسط درجة الحرارة الكبرى °م (°ف)           | 3.8 (38.8)                              | 5.9 (42.6)                              | 10.5 (50.9)                             | 16.9 (62.4)                             | 21.8 (71.2)                             | 25.7 (78.3)                             | 28.3 (82.9)                             | 29.8 (85.6)                             | 26.1 (79.0)                             | 20.6 (69.1)                             | 13.4 (56.1)                             | 6.7 (44.1)                              | 17.5 (63.5)                             |
| المتوسط اليومي °م (°ف)                      | −0.8 (30.6)                             | 0.8 (33.4)                              | 5.1 (41.2)                              | 11.0 (51.8)                             | 16.4 (61.5)                             | 20.9 (69.6)                             | 24.5 (76.1)                             | 25.5 (77.9)                             | 20.9 (69.6)                             | 14.7 (58.5)                             | 8.1 (46.6)                              | 2.0 (35.6)                              | 12.4 (54.3)                             |
| متوسط درجة الحرارة الصغرى °م (°ف)           | −5.0 (23.0)                             | −3.7 (25.3)                             | 0.0 (32.0)                              | 5.3 (41.5)                              | 11.4 (52.5)                             | 16.7 (62.1)                             | 21.4 (70.5)                             | 21.8 (71.2)                             | 16.3 (61.3)                             | 9.4 (48.9)                              | 3.4 (38.1)                              | −2.2 (28.0)                             | 7.9 (46.2)                              |
| الهطول مم (إنش)                             | 28.1 (1.11)                             | 28.5 (1.12)                             | 46.9 (1.85)                             | 68.9 (2.71)                             | 88.2 (3.47)                             | 137.5 (5.41)                            | 268.7 (10.58)                           | 297.1 (11.70)                           | 138.4 (5.45)                            | 53.4 (2.10)                             | 57.2 (2.25)                             | 31.2 (1.23)                             | 1٬244٫3 (48.99)                         |
| متوسط أيام هطول الأمطار (≥ 0.1 mm)          | 9.3                                     | 7.1                                     | 7.3                                     | 7.2                                     | 7.8                                     | 8.9                                     | 14.0                                    | 12.1                                    | 8.1                                     | 6.1                                     | 9.1                                     | 10.4                                    | 107.4                                   |
| متوسط الرطوبة النسبية (%)                   | 71.0                                    | 70.1                                    | 68.7                                    | 67.6                                    | 72.3                                    | 76.6                                    | 82.8                                    | 80.0                                    | 76.4                                    | 72.4                                    | 70.7                                    | 71.0                                    | 73.3                                    |
| ساعات سطوع الشمس الشهرية                    | 162.6                                   | 178.8                                   | 218.0                                   | 237.0                                   | 249.5                                   | 221.2                                   | 187.3                                   | 221.2                                   | 218.9                                   | 225.6                                   | 168.5                                   | 155.1                                   | 2٬442٫5                                 |
| المصدر: Korea Meteorological Administration |                                         |                                         |                                         |                                         |                                         |                                         |                                         |                                         |                                         |                                         |                                         |                                         |                                         |